# Сунгурово (Тюменская область)
Сунгурово — село в Заводоуковском районе Тюменской области. В рамках организации местного самоуправления находится в Заводоуковском городском округе.

## История
До 1917 года в составе Лыбаевской волости Ялуторовского уезда Тобольской губернии. По данным на 1926 год деревня Сунгурова состояла из 180 хозяйств. В административном отношении являлась центром Сунгуровского сельсовета Ялуторовского района Тюменского округа Уральской области.

## Население
| 2010 |
| ---- |
| 269  |

По данным переписи 1926 года в деревне проживало 725 человек (341 мужчина и 384 женщины), в том числе: русские составляли 99 % населения.